# آلوكسني
آلوكسني هي مدينة تقع على ضفاف بحيرة ألوكسني [الإنجليزية] في شمال شرق لاتفيا بالقرب من الحدود مع إستونيا وروسيا. وهي مقر بلدية ألوكسني. تعتبر ألوكسني أعلى مدينة ارتفاعًا في لاتفيا ، إذ يبلغ ارتفاعها 217 مترًا فوق مستوى سطح البحر.

## المدن التوأمة
- فورو